# Skyttea gregaria
Skyttea gregaria är en svampart som tillhör divisionen sporsäcksvampar, och som beskrevs av Sherwood, D.Hawksw. och Brian John Coppins. Skyttea gregaria ingår i släktet Skyttea, ordningen disksvampar, klassen Leotiomycetes, divisionen sporsäcksvampar och riket svampar. Arten är reproducerande i Sverige.